# Josip Adamček
Josip Adamček (Vuka, 13. ožujka 1933. – Zagreb, 25. prosinca 1995.), hrvatski povjesničar.
Osnovnu školu pohađa u rodnom mjestu, gimnaziju u Osijeku, Požegi i Đakovu, a studij povijesti i filozofije na zagrebačkom Filozofskom fakultetu. Od 1978. godine je izvanredni, a od 1983. redovni profesor na Katedri za hrvatsku povijest Filozofskog fakulteta u Zagrebu. 
Njegov znanstveni rad usmjeren je na istraživanje hrvatske povijesti u doba kasnog feudalizma te agrarne odnose, a posebno seljačke bune od sredine 16. do sredine 19. stoljeća. 
Bio je redoviti član HAZU (akademik).

## Djela
- Adamček, Josip. 1980. Agrarni odnosi u Hrvatskoj od sredine XV. do kraja XVII. stoljeća. Gradja za Gospodarsku Povijest Hrvatske. 18. Liber. Zagreb.
- "Seljačke bune u Hrvatskoj u XVII. stoljeću".